# Шманьківці

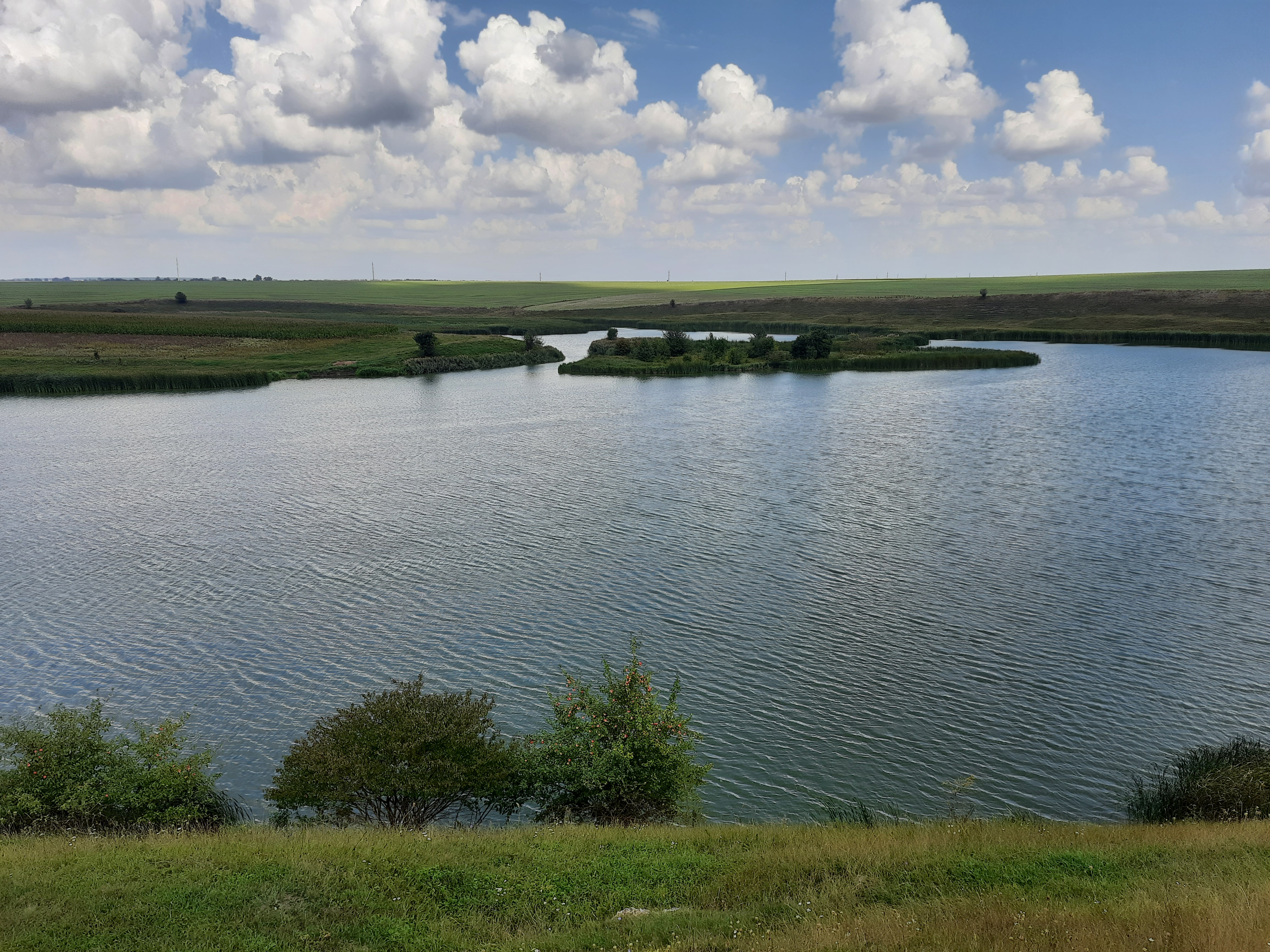
Став біля села

Шма́ньківці — село в Україні, Тернопільська область, Чортківський район, Заводська громада. Адміністративний центр колишньої Шманьківської сільської ради. До складу Шманьківців входить хутір Струсівка — колишнє село.

## Географія
Лежить на правому березі р. Нічлавки (права притока Нічлави, басейн Дністра), за 12 км від районного центру і 2 км від найближчої залізничної станції Шманьківчики. Географічні координати: 48° 59’ північної широти і 25° 55’ східної довготи. Середня висота над рівнем моря — 280 м. Територія — 2,27 км². Дворів — 268.
Поруч протікає потік Самець, який впадає в Нічлавку, а північну межу села зачіпає потік Ставки (права притока Нічлавки).

### Вулиці
У селі є дев'ять вулиць:
| Сучасна назва       | Тип    | Колишні назви | Додаткові відомості |
| ------------------- | ------ | ------------- | --- |
| Зелена              | Вулиця |               | Назва вулиці виникла штучно, на ній немає значних зелених насаджень, дерев. Розпочинається від вулиці Тараса Шевченка і продовжується Новою вулицею. |
| Івана Франка        | Вулиця |               | Названа на честь видатного українського поета Івана Франка. Розпочинається від вулиці Степана Чарнецького і продовжується вулицею Тараса Шевченка. |
| Коротка             | Вулиця |               | Назва говорить сама за себе. Розпочинається від вулиці Степана Чарнецького і продовжується вулицею Тараса Шевченка. |
| Нова                | Вулиця |               | Назва вулиці говорить сама за себе. Розпочинається від вулиці Зеленої і закінчується біля села Пастушого. |
| Січових Стрільців   | Вулиця |               | Розпочинається від вулиці Степана Чарнецького і продовжується вулицею Зеленою. |
| Степана Чарнецького | Вулиця | Шкільна       | Розпочинається від вулиці Тараса Шевченка. |
| Стрілка             | Вулиця | Стрівка       | Назва вулиці походить від колишнього хутора Стрівка, який згадується в історико-мемуарному збірнику «Чортківська округа». |
| Струсівка           | Вулиця |               | На початку XVIII століття існувало окреме село, яке з XIX та XX століть увійшло до Шманьківців. Назва вулиці походить від антропоніма Струс, який був засновником села. Ймовірно, це міг бути представник із польської шляхти Струсів. 12 липня 2013 року мешканці вулиці відзначали її день. |
| Тараса Шевченка     | Вулиця | Центральна    | Розпочинається на початку села і продовжується вулицею Новою. Згадується в історико-мемуарному збірнику «Чортківська округа», як вулиця Шевченка. До 1939 року була частиною села. Капітальний ремонт вулиці здійснювався в 1990-тих роках, коли мали відбутися перші червонокалинівські фестини, приурочені Степану Чарнецькому. 19 березня 2004 року вулицю Центральну перейменовано на вулицю Тараса Шевченка до дня святкування 190-ї річниці з дня його народження. У травні 2019 року встелено 600 метрів вулиці новим асфальтом. |

### Адміністративне підпорядкування
- Хорватське племінне об'єднання (8—10 ст.),
- Київська Русь (10—11 ст.),
- Теребовлянське князівство (1084—1141),
- Теребовлянська земля Галицького князівства (1141—1199),
- Галицько-Волинське князівство (1199—1349),
- Подільське князівство (1363—1404),
- Скальський округ (кін. 14 ст.),
- Велике князівство Литовське (1404—1434)[13],
- Королівство Польське (1434—1569),
- Перша Річ Посполита (1569—1672),
- Чортківська нахія Язловецького саджаку Кам'янецького еялету (Подільського пашалику) Османської імперії (1672—1699)[14],
- Перша Річ Посполита (1700—1772),
- Габсбурзька монархія, Австрійська імперія, Австро-Угорщина (1772—1810, 1815—1915, 1917—1918),
  - Село громада Шманьківці деканат Шманьківці циркулу Заліщики Австрійської імперії (за Йосифинською метрикою — 1785—1788),
  - Гміна Шманьківці Циркул Чортків Австрійської імперії (за Францисканською метрикою — 1815—1854),
  - Гміна Шманьківці Чортківського повіту Тернопільське воєводство Австрійської імперії (1854—1867),
  - Гміна Шманьківці Чортківського повіту Австро-Угорщини (1867—1914),
- Заліщицька округа Тернопільського краю Російської імперії (1810—1815),
  - Гміна Шманьківці Австрійської імперії (1815—1915),
- Російська імперія (1915—1917),
  - Гміна Шманьківці Австро-Угорщини (1917—1918),
- Чортківського військового округу Тернопільської військової области ЗУНР (1918—1919),
- Гміна Шманьківці Чортківського повіту Тернопільського воєводства Друга Польська Республіка (1920—1934)
- Гміна Колиндяни Чортківського повіту Тернопільського воєводства Друга Польська Республіка (1934—1939),
- Шманьківська сільська рада Чортківського району Тернопільської области УРСР (СРСР) (1939—1941),
- Крайсгауптманшафт Чортків (1941—1944),
- Шманьківська сільська рада Чортківського району Тернопільської області
  - УРСР (1944—1991)
  - України (1991—2020)
- Заводська селищна громада Чортківського району Тернопільської области України (від листопада 2020).

### Клімат
| Клімат Шманьківців      | Клімат Шманьківців | Клімат Шманьківців | Клімат Шманьківців | Клімат Шманьківців | Клімат Шманьківців | Клімат Шманьківців | Клімат Шманьківців | Клімат Шманьківців | Клімат Шманьківців | Клімат Шманьківців | Клімат Шманьківців | Клімат Шманьківців | Клімат Шманьківців |
| Показник                | Січ.               | Лют.               | Бер.               | Квіт.              | Трав.              | Черв.              | Лип.               | Серп.              | Вер.               | Жовт.              | Лист.              | Груд.              | Рік                |
| Середній максимум, °C   | −1,3               | 0,3                | 5,3                | 13,8               | 19,6               | 22,8               | 23,9               | 23,3               | 19,3               | 13,1               | 5,9                | 1                  | 18,7               |
| Середня температура, °C | −7,9               | −6,4               | −2,6               | 3,4                | 8,6                | 12,1               | 13,5               | 12,6               | 8,9                | 3,9                | −0,1               | −4,7               | 7,8                |
| Середній мінімум, °C    | −4,6               | −3,1               | 1,3                | 8,6                | 14,1               | 17,4               | 18,7               | 17,9               | 14,1               | 8,5                | 2,9                | −1,9               | 18,7               |
| Норма опадів, мм        | 33                 | 31                 | 32                 | 52                 | 74                 | 98                 | 99                 | 65                 | 54                 | 35                 | 35                 | 38                 | 646                |
| ----------------------- | ------------------ | ------------------ | ------------------ | ------------------ | ------------------ | ------------------ | ------------------ | ------------------ | ------------------ | ------------------ | ------------------ | ------------------ | ------------------ |
| Джерело:                |                    |                    |                    |                    |                    |                    |                    |                    |                    |                    |                    |                    |                    |

## Топоніміка

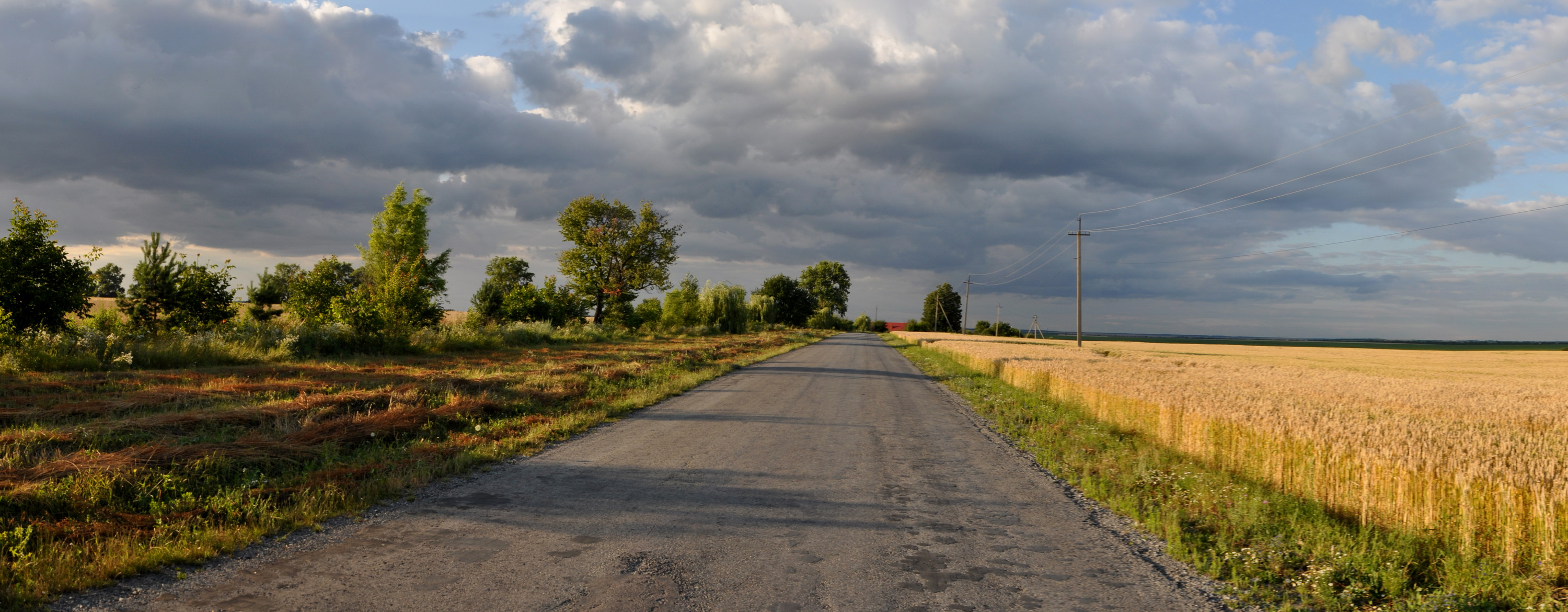
Дорога в село

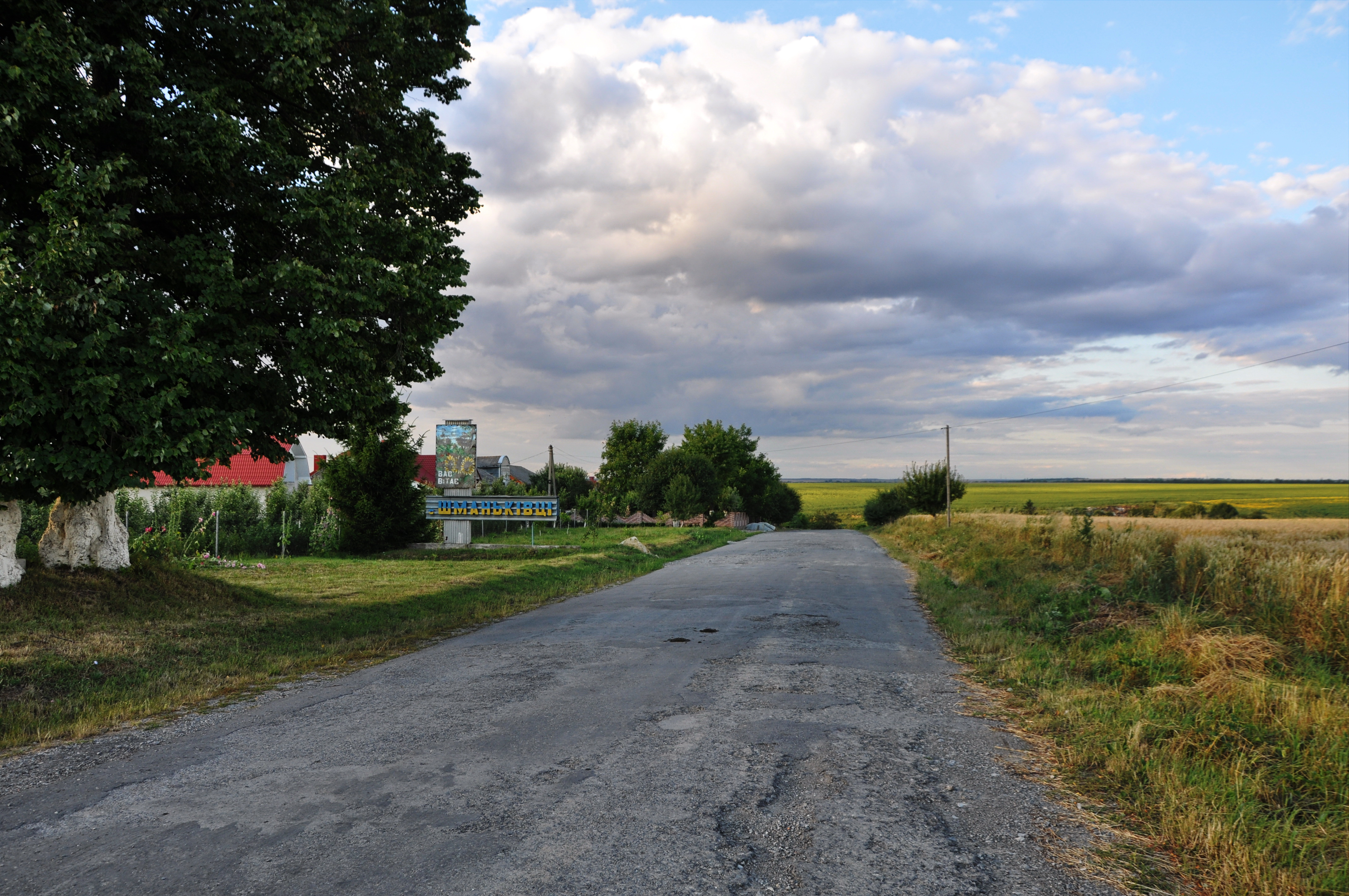
В'їзд у село

Провідний в Україні фахівець із ономастики, доктор філологічних наук, професор Львівського університету Михайло Худаш у своїй монографії «Походження українських карпатських і прикарпатських назв населених пунктів (відантропонімні утворення)» зазначив, що початкове значення було «Шмайківці», що означало «рід або підданці Шмайка». Тобто первісна назва села звучала Шмайківці, яка згодом переросла у Шманьківці у зв'язку із перезвучанням літери «й» на «н». Прямий аналог — це український відповідник назви «Шмайко».
Микола Крикун подає такі варіанти назв с. Шманьківці, зафіксовані у хронологічному порядку у відповідних джерелах:
- Szmankowce, с. — Кам'янецька земська книга 1617, 1642;
- Szmankowce, с. — Подимний реєстр 1629, 1650 1661, 1667;
- Szmankowce, с. — Поголовний реєстр 1662;
- Szmankowce, с. — Комісарський реєстр 1678;
- Czerminkofce, с. — Боплан.

## Історія

### Давні часи
У селі знайдено старожитності трипільської культури (4—3 тис. до н.е), культури Ноа (14—11 ст. до н.е.), голіградської культури (11—7 ст. до н.е.), черняхівської культури (2—5 ст. н.е.) та культури Лука Райковецької (7—10 ст. н.е.), поселення та могильник давньоруського часу. Із середньовічним періодом пов'язані знахідки різноманітних бронзових та срібних прикрас: персні, кульчики, намисто, бляшки діадем, датовані XVI—XVII ст., які до Другої світової війни зберігалися в музеї археології Ягайлонського університету в Кракові (Польща).

### Середньовіччя, Новий Час
У багатотомному виданні актових джерел, які перебували в архіві монастиря отців Бернардинів у Львові, є перша відома згадка про село Шманьківці. Згідно з актом від 16 липня 1449 року, який зареєстрували в Теребовлі, Зимгунд Кердей отримав вищезгадане село.
1469 року відбулася ревізія грамот на володіння маєтностями в Русі.
Згідно з поборовим реєстром 1563—1564 рр., у Шманьківцях зафіксовано православний храм, власником якого був Лянцкоронський.
29 вересня 1485 року польський король і великий князь литовський Казимир IV Ягеллончик видав грамоту, якою, зокрема, підтвердив продаж Яном Фредром із Плешевичів братам Бучацьким половини села Шманьківців у Скальському повіті на річці Сарнек за 200 гривень і двох коней вартістю 50 гривень; населений пункт придбали магнати брати Бучацькі гербу Абданк.
1609 року руський воєвода Станіслав Ґольський віддав Марцінові Маковецькому фільварок у Шманьківцях, ті менші половини, які Маковецький посідав згідно з доживотнім правом від Миколая Бучацького.
22 лютого 1610 року руський воєвода та барський староста Станіслав Гольський, запросивши шманьківецьких ченців-домініканців, заклав монастир домініканів з костелом під назвою Пресвятої Діви Марії та святого Станіслава в Чорткові. Монастиреві виділяє більшу частину в селі Шманьківцях із ставками: перший — Млинський, другий — при Дворі, третій — Кам'яний, четвертий — Мацеєвський, п'ятий — Дем'яновський. Станіслав Лянцкоронський з Бжезя та Ян і Миколай Потоцькі з Потока також виділяють монастиреві свої частини в цьому селі. 3 лютого 1622 року домініканці отримують ще частину шманьківецької землі в дар від Яна й Миколая Потоцьких.
1623 року Зофія з Бжезя, дружина Миколи Чурила з Горая, рідна сестра та спадкоємиця подільського воєводи Станіслава Лянцкоронського, свої дідичні маєтності села Шманьківців, менші і більші, а також Швайківці відступає Павлові Келпінському та його спадкоємцям.
6 лютого 1624 року відбувся бій під Шманьківцями між польською армією під командуванням Станіслава Конєцпольського та татарською ордою.
26 листопада 1624 року монахи-домінікани з Чорткова разом із сусідом села Шманьківців Павлом Келпінським (пол. Paweł Kełpiński) прийняли рішення звести тут замок для оборони від татар, який у наступному столітті розібрали, матеріал використали для будівництва мурів довкола костелу, монастиря і садка в Чорткові. До Чорткова в 1624 році перенесли всі скарби зі шманьківецького монастиря.
1627 року Павел Келпінський відступив свої маєтності луківському ловчому Марцінові Маковецькому. 1644 року Ґабріель Келпінський, син Марціна, відступає свої маєтності Шманьківці, розташовані в Кам'янецькому повіті Подільського воєводствів, які одідичив після смерти свого брата Павла в цілісності й з усіма користями, на користь Кшиштофа Келпінського та його законних спадкоємців, а від усіх претензій і процесів зі своєї сторони звільняється та акт дарування підтверджує присягою. 1653 року Вацлав Келпінський, син Станіслава й рідний брат Яна Келпінського, свої маєтності села Шманьківці та інші нерухомі та рухомі, які одідичив після батька й матері та після рідного брата, відступив на користь своїх двоюрідних братів — Адама та Феліціяна Келпінських. Від претензій на ті маєтності зі свого боку відмовляється та акт дарування підтверджує присягою. 1661 року Адам, син Ґабріеля Келпінського, свої маєтності Шманьківці та Шманьківчики, що зосталися після безпотомної смерти батька Павла Келпінського, записує Ґабріелеві Сільніцькому на Сільницях, львівському ловчому, ротмістрові корогви Станіслава Потоцького, краківського воєводи та великого коронного гетьмана.
26 липня 1671 року Ульріх фон Вердум називає село Черниховом; перебуваючи тут з військовим обозом, він занотував у своєму щоденнику, що «це село мало замок, яке кілька днів тому, після тривалої оборони, татари взяли штурмом і вбили всіх людей, не пошкодувавши жінок і дітей. Люди Вердума бачили тіла вбитих, які ще не були поховані.».
1672 року чернігівський каштелян Ґабріель Сільніцький свої маєтності — села Шманьківці і Шманьківчики — відступає Станіславові Маковецькому, летичівському стольнику та його спадкоємцям.
1710 року на утримання гарнізону у фортеці Окопи Святої Трійці із села Шманьківців узято податку від чверті і половини чверті дима. 1724 року вельможний Юзеф Потоцький[хто?] дарує свою маєтність — частину села Шманьківців — монастиреві чортківських домініканів.
Маєтність Шманьківці також зазнавала нападів із боку шляхти. Зокрема, гостинінський хорунжий Константій Лянцкоронський на чолі двохсот озброєних людей «двох ксьондзів і одного брата покалічив; а о. Франциска Пешковського (пол. Pieszkowski), прив'язавши до коня, мчав півмилі». Не менш жорстоко вчинив луківський ловчий Томаш Маковецький: його піддані побили монахів, зв'язали, посадили на підводу й вивезли за село. За ці ганебні дії пани отримали вироки: Лянцкоронський — 2 грудня 1740 року; Томаш Маковецький — 17 грудня 1754 року. 1 грудня 1755 року унійний Митрополит Київський, Галицький та всієї Руси Лев Шептицький оголосив про відлучення (анатему) їх та їхніх підданих, які брали участь у нападах.
1784 року розпочато будівництво дерев'яної церкви Косми й Даміана, яке завершили в 1785 році.
1785 року в селі проживала 561 особа.
Домініканці на початку XIX ст. володіли фільварком із більше, ніж ста гектарами шманьківецької землі. Фільварок був дерев'яним. У ньому були великі кімнати з двома ванькирами, накритий ґонтям, підлога з тесу; потребував ремонту, як і розташована поруч каплиця.
Ян Ксаверій Мушинський зі Шманьківців у 1842 році одружився з Кароліною Кульчицькою.
Протягом 1883—1909 років у Шманьківцях діяли олійня, два млини, один із них зруйнований під час Першої світової війни. За сприяння о. Івана Гордієвського побудовано дім читальні «Просвіти», засновано Братство тверезості, касу ощадності, крамницю мішаних товарів.

### XX століття
У Шманьківцях у 1900 році — 1229 жителів, у 1910 — 1201, у 1921 — 1127, у 1931 — 1112; у 1921 році — 255 дворів, у 1931 — 235.
Діяли філії українських товариств «Просвіта», «Сокіл», «Січ», «Луг», «Сільський господар», «Рідна школа» та інших, споживча і кредитова кооперативи, дитячий садок; театральний та хоровий гуртки, бібліотека. Діяли польські товариства «Кулко рольніче» (пол. Kółko rolnicze), «Стшелєц» (пол. Związek Strzelecki) і «Дом Людови» (пол. Dom ludowy).
Під час Першої світової війни до Легіону УСС зголосилися мешканці села Василь Солодкий і Франц Шиндерик; в УГА воював Антін Слота.
У 2019 році на 40-ка метровій висоті башти Чортківського костелу археолог, дослідник фортифікацій та старожитностей Володимир Добрянський виявив детонатор шрапнельного снаряду, по його траєкторії польоту визначив, що 1-й, 3-й, 4-й і 7-й гарматні полки (64 гармати) за командою отамана Кирила Карася під час Чортківської офензиви (7—28 червня 1919 року) розташовувалися в лісі на захід від села.
У 1927—1928 роках багато мешканців Шманьківців емігрували до Канади та інших країн.
Деякий період Шманьківці були центром однойменної гміни. З 1 серпня 1934 до 1939 року село належало до гміни Колиндяни.
Після радянської анексії у вересні 1939 року радянська влада (органи НКВС) заарештували 26-ти жителів села, серед яких, зокрема: Антін Баранович, Мирослав Боднарук, Антон Бойко, Євгеній Галянт, Лука Гермак, Петро Гермак, Іван Глух, Осип Глух,
Анна Горяча, Ганна Горяча, Іван Горячий, Іван Горячий, Михайло Горячий, Олексій Горячий, Станіслава Горяча, Теодор Давидюк, Іван Давидюк, Іван Круцик, Антон Сивак, Антон Слота, Олена Слота, Микола Стратій]], Остап Федорович, Олександр Цебровський, Василь Шальвицький.
У 1940 році примусово організовано колгосп, який відновив свою роботу в 1948 році.
Від червня 1941 по березень 1944 роках — під нацистською окупацією. Під час Другої світової війни у Шманьківцях діяв військовий аеродром.
Під час німецько-радянської війни загинули або пропали безвісти в Червоній армії 67 жителів Шманьківців, зокрема: Петро Білянінов (нар. 1923), Іван Боднар (нар. 1901), Петро Бойко (нар. 1899), Михайло Васильович Бригідир (нар. 1903) Михайло Михайлович Бригідир (нар. 1915), Франко Вишневський (нар. 1915), Іван Галянт (нар. 1913), Роман Галянт (нар. 1919), Йосип Гермак (нар. 1912), Петро Гермак (нар. 1906), Степан Гермак (нар. 1903), Антон Германюк (нар. 1909), Михайло Глух (нар. 1919), Євстахій Гонта (нар. 1907), Григорій Гуменюк (нар. 1915), Василь Друк (нар. 1904), Микола Забіяка (нар. 1907), Адам Захарчук (нар. 1926), Петро Іванчів (нар. 1912), Йосип Ільмак (нар. 1915), Франко Ільмак (нар. 1924).
У 1954 році на вулиці Стрілка сталася масштабна пожежа. 

### Період Незалежности
26 травня 1991 року відбулися перші червонокалинівські фестини.
Перший випадок появи коронавірусної хвороби виявили на території села 7 жовтня 2020 року. Станом на 27 липня 2021 року в Шманьківцях лабораторно підтверджено 55 випадків, з них 1 летальний.
12 червня 2020 року, відповідно до розпорядження Кабінету Міністрів України № 724-р «Про визначення адміністративних центрів та затвердження територій територіальних громад Тернопільської області» увійшло до складу Заводської селищної громади.
19 липня 2020 року, в результаті адміністративно-територіальної реформи та ліквідації Чортківського району (1940—2020), увійшло до складу новоутвореного Чортківського району.
З 27 листопада 2020 року Шманьківці належать до Заводської селищної громади. 12 листопада 2021 року утворено Шманьківський старостинський округ з центром в селі Шманьківцях.

## Релігія
- церква святих безсрібників Косми і Даміана (1895; ПЦУ; мурована),
- церква святих Косми і Дам'яна (2001; УГКЦ; мурована),
- костел святої Марії Магдалини оо. Домініканців (1912, мурований, реставрований 1986)[69].

Каплиці
- святого Миколая (1869),
- цвинтарна каплиця (1890, реставрована 2016)[70],
- Матері Божої (1990)[71],
- з нагоди проголошення Незалежності України (1992)[72][73].

## Пам'ятки
- Дуб Шашкевича — ботанічна пам'ятка природи, названа на честь Маркіяна Шашкевича, зростає біля дзвіниці православної церкви.
- Поселення Шманьківці І (трипільська культура та давньоруський час, XII—XIII ст.) — щойно виявлених об'єктів культурної спадщини, охоронний номер 1417[74].
- Поселення Шманьківці ІІ (трипільська та черняхівська культури) — щойно виявлений об'єктів культурної спадщини, охоронний номер 1418[74].
- Поселення Шманьківці III (замчище) — щойно виявлений об'єкт культурної спадщини, охоронний номер 2088[75].

Біля села є печера «Лисеня» (довжина 34 м, пісковик).

## Пам'ятники
У 1943 році насипано могилу на пошану УСС, полеглих за волю України (зруйновано 1946, відновлено 1990).
Споруджено та встановлено:
- три пам'ятні хрести, зокрема два — на честь скасування в 1848 р. панщини[79];
- пам'ятний хрест жертвам епідемії тифу[80];
- польські пам'ятні хрести на хвалу Божу (1903, 1932, 1940[81]);
- дерев'яний хрест (1919, був вкопаний у землю біля Замкової гори);
- могилу невідомому солдату, який загинув у бою під с. Залісся (1944)[82].
- погруддя Івана Франка (1990[83]),
- погруддя Тараса Шевченка (1990),
- пам'ятник Степанові Чарнецькому (1991, скульптор Іван Мулярчук, ініціаторка встановлення — Надія Процьків[84]),
- пам'ятний знак воїнам-односельцям, полеглим у німецько-радянській війні (1992; реставрований 2019[85]),
- пам'ятник шманьківчанам, які загинули на полі бою і в катівнях НКВС (1994);
- пам'ятний хрест трьом невідомим солдатам (2013[86]);
- пам'ятник Романові Шухевичу (2013[87][86]).

## Соціальна сфера
Нині працюють школа I—II ступенів, студія Центру культурних послуг Заводської селищної ради (колишня бібліотека та клуб), фельдшерсько-акушерський пункт, 4 торгових заклади. Із сільськогосподарських підприємств працювали аграрно-пайове господарство «Маяк», ПАП «Злагода», ПАП «Мрія-2000», нині працює ПАП «Паросток».

## Населення
| 561 | 1229 | 1201 | 1127 | 1112 | 745 | 728 | 729 | 725 | 681 | 665 |

### Мова
Розподіл населення за рідною мовою за даними перепису 2001 року:
| Мова       | Кількість | Відсоток |
| ---------- | --------- | -------- |
| українська | 744       | 99.87%   |
| румунська  | 1         | 0.13%    |
| Усього     | 745       | 100%     |

Мовні особливості
У селі побутує говірка наддністрянського говору. До «Наддністрянського реґіонального словника» внесено такі слова та фразеологізми, вживані у Шманьківцях:
- вічко (отвір у вулику),
- воко (око),
- вочко (вставлений камінь у перестіні),
- дернюга (дерен),
- дзядовство (дідова, жеброта),
- залін (пропущене або погано оброблене місце під час оранки; огріх),
- кайдак (жук-рогач),
- курєчки (курячий послід),
- чинити (чистити пшеницю, жито решетом),
- чинити (виправляти шкіру).

## Видатні люди
Народилися
- Іларіон Грабович (1856—1903) — український письменник, публіцист, педагог.
- Ігор Качмар (нар. 1952) — український поет.
- Прокіп Мостович (1867—1937) — український педагог, освітянин, мовознавець[92].
- Степан Чарнецький (1881—1944) — український поет, перекладач, журналіст, фейлетоніст, театрально-музичний критик, актор, режисер, громадський діяч, автор гімну Українських Січових Стрільців «Ой у лузі червона калина…».

Проживали
- Олександр Благодир (1880-ті–1944) — український музеєзнавець, журналіст, меценат. Створив хор при сільській читальні «Просвіти»[93].
- о. Іван Гордієвський (1881—1944) — священник, громадський діяч, був парохом села. Похований у Богослужебній каплиці разом із дружиною.[94]
- о. Микола Чарнецький (1830—1882 — греко-католицький священник, батько Степана Чарнецького[95].
- о. Михайло Грабович (1803—1867) — греко-католицький священник, адміністратор Скальського деканату[96].

Дідичі
- Миколай Іскшицький — ротмістр поточної оборони, снятинський староста, кам'янецький стольник, підкоморій і староста, посідав частину села.[97]
- Станіслав Лянцкоронський — подільський воєвода, галицький каштелян; також був дідичем міст Бучача, Підгайців, сіл Швайківці, Шманьківчики та інших[98].
- Константій Лянцкоронський — мечник гостинський, у 1741 році після тривалого процесу уклав угоду з домініканцями Чорткова.[99]
- Представники роду Карчевських (пол. Karczewscy) гербу Ясенчик — у XVIII ст[100].

Охрещені
- Саломея (1745 року, в метриці названа дочкою Яна Лянцкоронського та Констанції зі Злотницьких, хоча Адам Бонецький припускав, що вона була дочкою Константія Лянцкоронського) — дружина інфляндського підчашого Юзефа Ширина[99].

## У літературі
У 2008 році учнями школи написана пісня про Шманьківці.